# 1 Australijskie Siły Imperialne
1 Australijskie Siły Imperialne (ang. First Australian Imperial Force, 1st AIF) – główne siły ekspedycyjne Armii Australijskiej, podczas I wojny światowej, formowane od 15 sierpnia 1914, kiedy Wielka Brytania ogłosiła deklarację przystąpienia do wojny. Do Pierwszych Zbrojnych Sił Imperialnych Australii należało również lotnictwo australijskie - RAAF. 1 kwietnia 1921, jednostka została rozwiązana.

## Podział 1 Zbrojnych Sił Imperialnych Australii

### Dywizje piechoty
Każda dywizja zawierała trzy brygady piechoty i każda brygada zawierała cztery bataliony piechoty. W jednym batalionie służyło ok. 1000 żołnierzy.
- 1 Dywizja
- 2 Dywizja
- 3 Dywizja
- 4 Dywizja
- 5 Dywizja
- New Zealand and Australian Division

### Dywizje górskie
Każda dywizja składała się z trzech oddziałów Australian Light Horse. W górskiej dywizji ANZAC służył nowozelandzka brygada New Zealand Mounted Rifles Brigade. Australijska Dywizja Górska początkowo nazywana była jako Imperialna Dywizja Górska, ze względu na to, że w jej skład wchodziła 5 Brytyjska Brygada Górska i 6 Brygada Yeomanry.
- Dywizja Górska ANZAC
- Australijska Dywizja Górska

### Korpusy armijne
- Australian and New Zealand Army Corps
- 1 Korpus ANZAC
- 2 Korpus ANZAC
- Korpus Australijski
- Royal Australian Army Medical Corps
- Desert Mounted Corps